# Matt Moulson
Matthew Keith Moulson (Mississauga, 1º novembre 1983) è un hockeista su ghiaccio canadese professionista, che gioca nel ruolo d'ala. Dalla stagione 2013-2014 gioca per i Minnesota Wild.